# Konwencja polsko-gdańska (1920)
Konwencja polsko-gdańska (zwana potocznie „Konwencją paryską”) – konwencja zawarta w Paryżu 9 listopada 1920 przez Rzeczpospolitą Polską i przedstawicieli Wolnego Miasta Gdańska (w organizacji) w wykonaniu postanowień traktatu wersalskiego o ustanowieniu Wolnego Miasta Gdańska i szczególnych prawach Polski w Wolnym Mieście (art. 104–108 traktatu). Konwencja regulowała prawa Polski w Gdańsku i wzajemne stosunki prawne Polski i Wolnego Miasta Gdańska w sprecyzowaniu postanowień traktatu wersalskiego (art. 104 traktatu). 

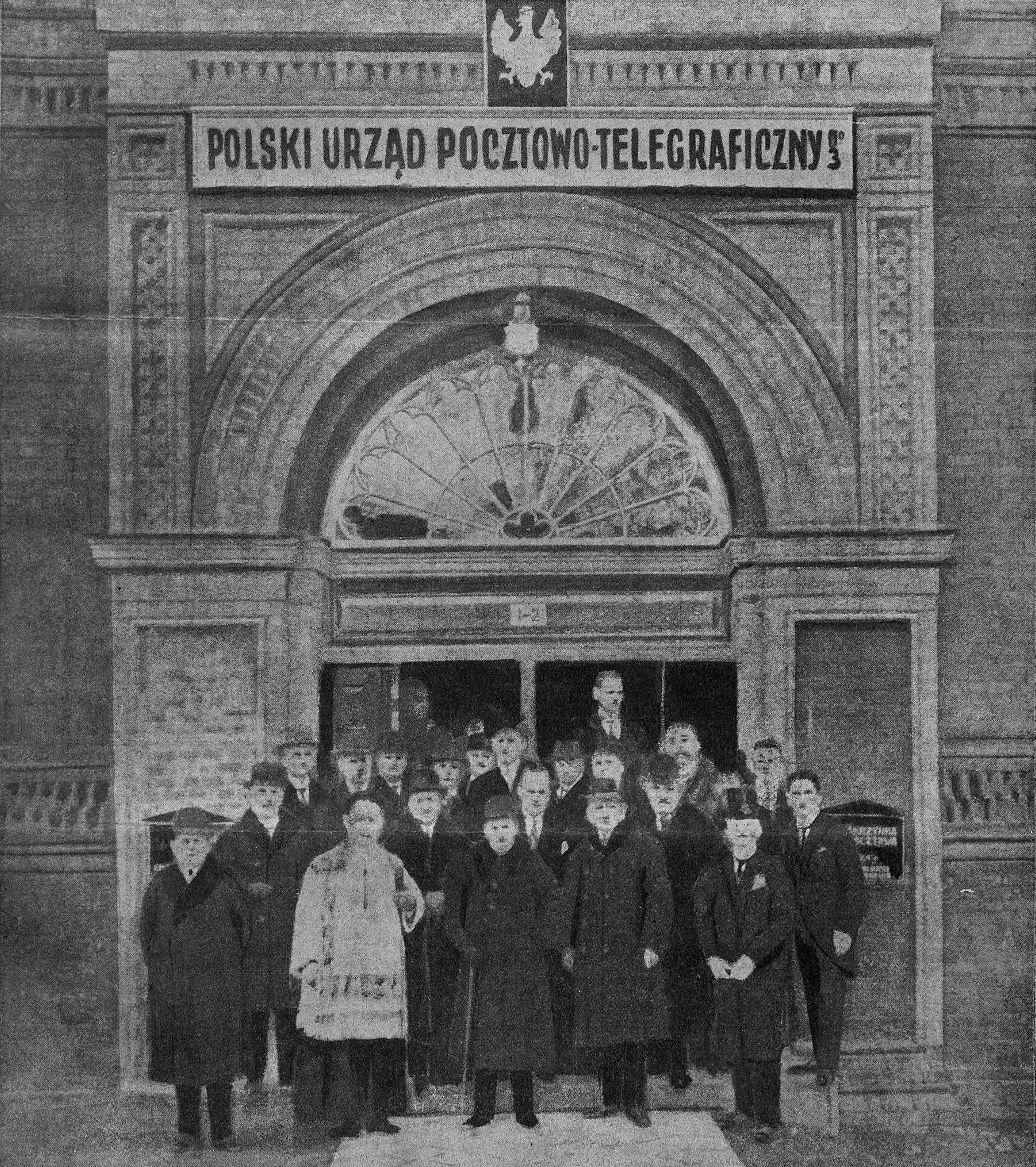
Polski Urząd Pocztowo-Telegraficzny w Wolnym Mieście Gdańsku, utworzony w wyniku konwencji polsko-gdańskiej

Układ, sporządzony w językach miarodajnych angielskim i francuskim, podpisali: ze strony polskiej wysłannik RP do Ligi Narodów Ignacy Jan Paderewski (złożył swój podpis dopiero 15 listopada, w tym dniu ukonstytuowało się Wolne Miasto Gdańsk), zaś ze strony gdańskiej nadburmistrz miasta Gdańska Heinrich Sahm i deputowany do Zgromadzenia Konstytucyjnego Wolnego Miasta Gdańska, Wilhelm Schümmer z Partii Centrum.
Konwencja zarejestrowana została w Sekretariacie Ligi Narodów 25 sierpnia 1925 r. Depozytariuszem był rząd francuski (art. 40). 
Zgodnie z postanowieniami konwencji, Polska odpowiadała za prowadzenie spraw zagranicznych i ochronę interesów obywateli Wolnego Miasta Gdańska za granicą, zawieranie umów międzynarodowych w imieniu Wolnego Miasta, zgodę na zaciąganie zagranicznych zobowiązań kredytowych przez Wolne Miasto, oraz rejestr statków pływających pod gdańską banderą. Terytorium Wolnego Miasta należało do obszaru celnego Rzeczypospolitej Polskiej, a kontrola celna była prowadzona przez polskich funkcjonariuszy celnych zarówno na granicy Wolnego Miasta z Niemcami, jak i na granicy morskiej. Polska miała zapewnione prawo do bezpośredniego eksportu i importu towarów przez port gdański, posiadania własnej służby pocztowej, telefonicznej i telegraficznej, była właścicielem kolei na obszarze Wolnego Miasta (z wyjątkiem linii tramwajowych). Ustanowiono wspólną polsko-gdańską Radę Portu i Dróg Wodnych Gdańska (z parytetem obu stron – do pięciu przedstawicieli dla każdej z nich i prezydenta mianowanego wspólnie przez Rząd RP i władze Wolnego Miasta Gdańska) z uprawnieniami zarządu portem, urządzeń służących portowi i swobodzie żeglugi na Wiśle. Art. 33 zobowiązywał Wolne Miasto Gdańsk do przestrzegania praw mniejszości rasowych, religijnych i językowych analogicznie do tego, co przewidywał mały traktat wersalski.
Spory miał rozpatrywać Wysoki Komisarz Ligi Narodów w Gdańsku (art. 39).
Układem uzupełniającym konwencję paryską była zawarta 24 października 1921 umowa warszawska, spisana w językach polskim i niemieckim, ratyfikowana ustawą z 17 grudnia 1921.
Szczegółowe uprawnienia Polski były sabotowane przez władze Wolnego Miasta Gdańska, które m.in. sprzeciwiały się osiedlaniu obywateli polskich na jego terenie, jednocześnie nie czyniąc w tym względzie przeszkód obywatelom Niemiec, utrudniały zakładanie polskich przedsiębiorstw i spółek handlowych, przywóz towarów polskich, zatrudnianie obywateli polskich i nabywanie nieruchomości.